# Инцидент код Мркоњић Града
Инцидент код Мркоњић Града се одиграо 2. јуна 1995. године за време рата у Босни и Херцеговини. Тог дана је Војска Републике Српске помоћу ракета СА-6 оборила амерички авион Ф-16Ц, у близини Мркоњић Града. Пилот Скот О`Грејди (енгл. Scott O'Grady) се том приликом катапултирао из кокпита авиона и спашен је шест дана касније. На основу овог догађаја 2001. године снимљен је амерички филм Иза непријатељских линија, а на каналу Национална географија је 2007. приказана емисија о овом догађају у оквиру серијала Критична ситуација (енгл. Situation Critical - Downed Pilot).

## Инцидент
Пилоти, Скот В. О`Грејди (кодно име Basher 52) и капетан Роберт Г. Рајт (кодно име Basher 51) су 2. јуна полетели из НАТО авионске базе у Авијану. Они су деловали у склопу 555. ловачке ескадриле 31. ловачког пука, а имали су задатак да спроведу одлуку о забрани летова (енгл. deny flight) на ваздушном простору Босне и Херцеговине, а на основу раније донете одлуке Уједињених нација. Летели су у авионима Ф-16Ц на висини од 26.000 стопа, а надлетали су подручје Бихаћ-Бања Лука-Босански Петровац. Положаји српских противваздушних јединица су им били познати од раније, тако да се нису очекивали значајнији проблеми током мисије.
Крајем маја НАТО авиони су дејствовали по објектима и јединицама ВРС, па је Главни штаб ВРС наредио команди В и ПВО ВРС да дејствује по авијацији НАТО. Неколико дана је једна самоходна ракетна батерија Куб била у „засједи“ у рејону Кључа. НАТО авиони нису улазили у зону дејства. Команда В и ПВО ВРС је организовала премештање батерије Куб, јужније, у Бравско Поље изнад кога су редовно летјели авиони НАТО. Током ноћи између 29. маја и 30. маја батерија је извршила марш и запосјела ватрени положај у рејону села Бравско, општина Босански Петровац, и тако направила засједу за долазеће авионе. Три дана је батерија пратила летове авијације НАТО по подацима таласа обавјештавања без укључивања зрачења сопствених радарских система. Поподне 2. јуна, када се пар ловаца Ф-16Ц приближио на 20 км од ватреног положаја батерије, укључен је осматрачки, а по захвату вође пара и нишански радар. У том тренутку авиони су се удаљили иза планине Срнетица. Пошто гађање није било могуће зрачење је искључено послије 3-4 секунде. Исти пар авиона се након петнаестак минута поново приближио зони дејства батерије. Послуга је у међувремену промијенила фреквенцију нишанског радара и када је циљ био удаљен 22 км укључила је антену осматрачког радара. На 20 км откривен је и други авион. Тада је укључен и нишански радар. Захват је извршен на 18 км. Гађање је извршено са двије ракете. Прва је лансирана када је циљ био на 17 км од ватреног положаја, а друга три секунде касније. Погодак и уништење циља било је на даљини 15 км и висини 5,5 км. Послије експлозије бојеве главе прве ракете циљ се располовио, а друга ракета је погодила један од дијелова авиона. Остаци авиона су пали на двије локације удаљене око 1,5 км у области Ваганца. Пилот је успио да се катапултира и падобраном спусти на удаљењу око 6 км од олупина авиона. Батерија је одмах искључила средства, прешла у маршевски поредак, удаљила се и маскирала. У току ноћи је премјештена на положај удаљен око 100 км. Нишански радар је укупно зрачио 26 секунди.

## Спасавање
Након приземљења, Скот О`Грејди је оставио падобран и сакрио се у оближњу шуму. Припадници Војске Републике Српске су безуспешно покушавали да га пронађу. Тек 6. јуна је сигнализирао свој положај, а следећег дана око 2 сата после поноћи је употребио и радио. Снаге америчких маринаца су га спасиле 8. јуна и хеликоптером одвезле у базу у Италији. У Америци је О`Грејди дочекан као херој, а примио га је лично тадашњи председник Бил Клинтон.

## Епилог
Генерал Живомир Нинковић, ратни командант В и ПВО ВРС, предао је Музеју ВРС (у оснивању) у Бијељини експонате из рата у БиХ деведесетих година, као и пилотску кацигу америчког капетана Скота О`Грејдија. Уз кацигу О`Грејдија, генерал Нинковић је приложио и целокупни прибор за спасавање НАТО пилота, који је такође “заробљен” на месту приземљења, као и његове карте летења.

## Галерија
- Конференција за штампу након спасавања